# Omagh (district)
Omagh is een voormalig district in Noord-Ierland. Het is sinds 2015 deel van het district Fermanagh and Omagh. Omagh telde in 2007 51.500 inwoners. De oppervlakte bedraagt 1130 km², de bevolkingsdichtheid is 45,6 inwoners per km²
Van de bevolking is 29,7% protestant en 69,1% katholiek.
Antrim · Ards · Armagh · Ballymena · Ballymoney · Banbridge · Belfast · Carrickfergus · Castlereagh · Coleraine · Cookstown · Craigavon · Derry (Londonderry) · Down · Dungannon en South Tyrone · Fermanagh · Larne · Limavady · Lisburn · Magherafelt · Moyle · Newry and Mourne · Newtownabbey · North Down · Omagh · Strabane